# ماورو تاسوتي

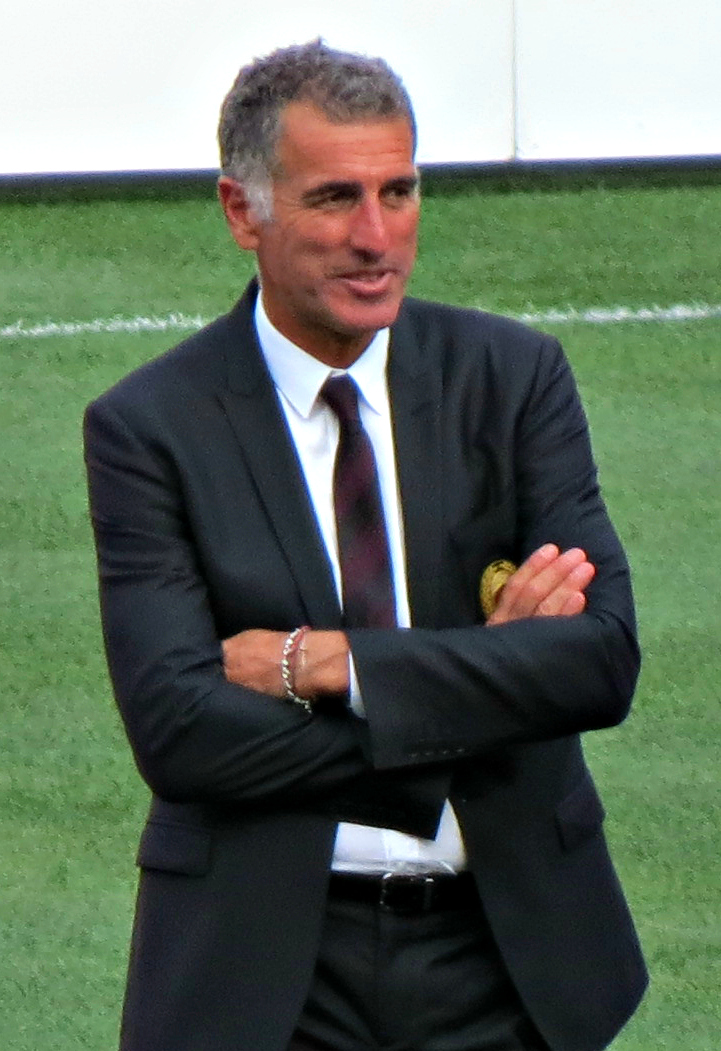
ماورو تاسوتي

ماورو تاسوتي (Mauro Tassotti) (روما، 19 يناير 1960)، لاعب كرة قدم إيطالي سابق، ومدرب كرة قدم حالي.
لعب تاسوتي في كأس عالم واحد ألا وهو كأس العالم 1994، وفي دور الربع نهائي ضرب تاسوتي اللاعب الإسباني لويس أنريكه في وجهه، وأوقف بذلك ثمانية مباريات دولية، ولم يلعب مع منتخب إيطاليا لكرة القدم بعد تلك الحادثة، وقد لعب تاسوتي مع إيه سي ميلان منذ عام 1980 وحتى عام 1997.

## مسيرته الكروية
لعب ماورو تاسوتي خلال مسيرته الاحترافية مع ناديين في تسعة عشر موسمًا وسجل خلالها 8 أهداف ضمن 469 مباراة. ولم يفز بأي موسم بالكأس وفاز في خمسة مواسم بالدوري.
خاض ماورو تاسوتي مسيرته مع نادي لاتسيو في موسم 1978–79 ولمدة موسمين، مشاركًا في 41 مباراة ولم يسجل أي هدف. ثم انتقل إلى نادي إيه سي ميلان في موسم 1980–81 ليلعب معه سبعة عشر موسمًا، حيث شارك في 428 مباراة سجل خلالها 8 أهداف.

## روابط خارجية
- ماورو تاسوتي على موقع الاتحاد الدولي (مؤرشف)  (الإنجليزية)
- ماورو تاسوتي على موقع الاتحاد الأوربي (الإنجليزية)
- ماورو تاسوتي على موقع قاعدة بيانات كرة القدم.إي يو (الإنجليزية)
- ماورو تاسوتي على موقع ناشيونال فوتبول تيمز (الإنجليزية)
- ماورو تاسوتي على موقع عالم كرة القدم.نت (الإنجليزية)
- ماورو تاسوتي على موقع كووورة
- ماورو تاسوتي على موقع أوليمبيديا (الإنجليزية)